# Balthasar Hüglin
Balthasar Hüglin (erwähnt 1661–1706 in Basel) war ein Schweizer Baumeister und Bildhauer.
Hüglin stammte von Binningen und wurde 1679 städtischer Werkmeister in Basel. Als Baumeister baute er 1697 im Zunfthaus zum Schlüssel an der Freien Strasse zwei Stuben ein. Als Steinmetz und Bildhauer schuf er 1672 den Brunnen der Webernzunft und 1677 den Caritasbrunnen im städtischen Waisenhaus. Von Hüglin stammen ferner Herrscherbüsten für das Haus an der Hebelstrasse 15 (um 1678), die Statue der Abundantia (1681, heute im Historischen Museum Basel) und 1706 der Hofbrunnen des Mentelinhofs am Münsterplatz. Ihm zugeschrieben wird das Epitaph für Graf Axel von Taupadel in der Peterskirche (1671).